# Predator: Badlands
Predator: Badlands är en amerikansk science fiction och skräckfilm som har premiär den 7 november 2025. Filmen är regisserad av Dan Trachtenberg, efter ett manus skrivet av Trachtenberg, Patrick Aison, Jim Thomas och John Thomas. Filmen är den sjunde filmen i predatorserien.

## Handling
Filmen handlar om två systrar som upptäcker sitt skrämmande förflutna i ett skrämmande ödeland.

## Rollista (i urval)
- Elle Fanning